# Anna Petersen
Anna Sophie Lorenze Petersen, född 20 februari 1845 i Köpenhamn, död 6 oktober 1910 i Köpenhamn, var en dansk målare.

## Biografi
Anna Petersen växte upp under gynnsamma förhållanden och bereddes en för kvinnor sällsynt möjlighet att utbilda sig till målare. Hon studerade först vid Tegneskolen for Kvinder i Köpenhamn och därefter i Paris (1880 samt 1885–1886). Under den här perioden vistades hon även i Bretagne. I den franska huvudstaden var hon elev till Jean-Jacques Henner. Efter återkomsten till Köpenhamn studerade hon 1890 vid Kunstskole for Kvinder. I början av sin karriär inriktade sig Petersen på figurmåleri. Hon utförde även den del porträtt. Så småningom kom hon att intressera sig för genremåleri med bland annat vardagsscener i hemmet och i kyrkan.
Petersen besökte Skagen 1889 och gjorde ett flertal resor till Italien under 1900-talet.
Som exempel på verk kan nämnas En kväll hos väninnan, vid lampskenet (1891) som skildrar umgänge i konstnärens hem. Verket avbildar från vänster konstnärerna Bertha Wegmann, Jeanna Bauck, och Marie Krøyer samt violinisten Frida Schytte. Målningen tillhör Den Hirschsprungske Samling.
Petersen fanns representerad under utställningen Kvindernes Udstilling 1895.

## Galleri

Bretonsk flicka ser efter plantor i växthuset (1884)
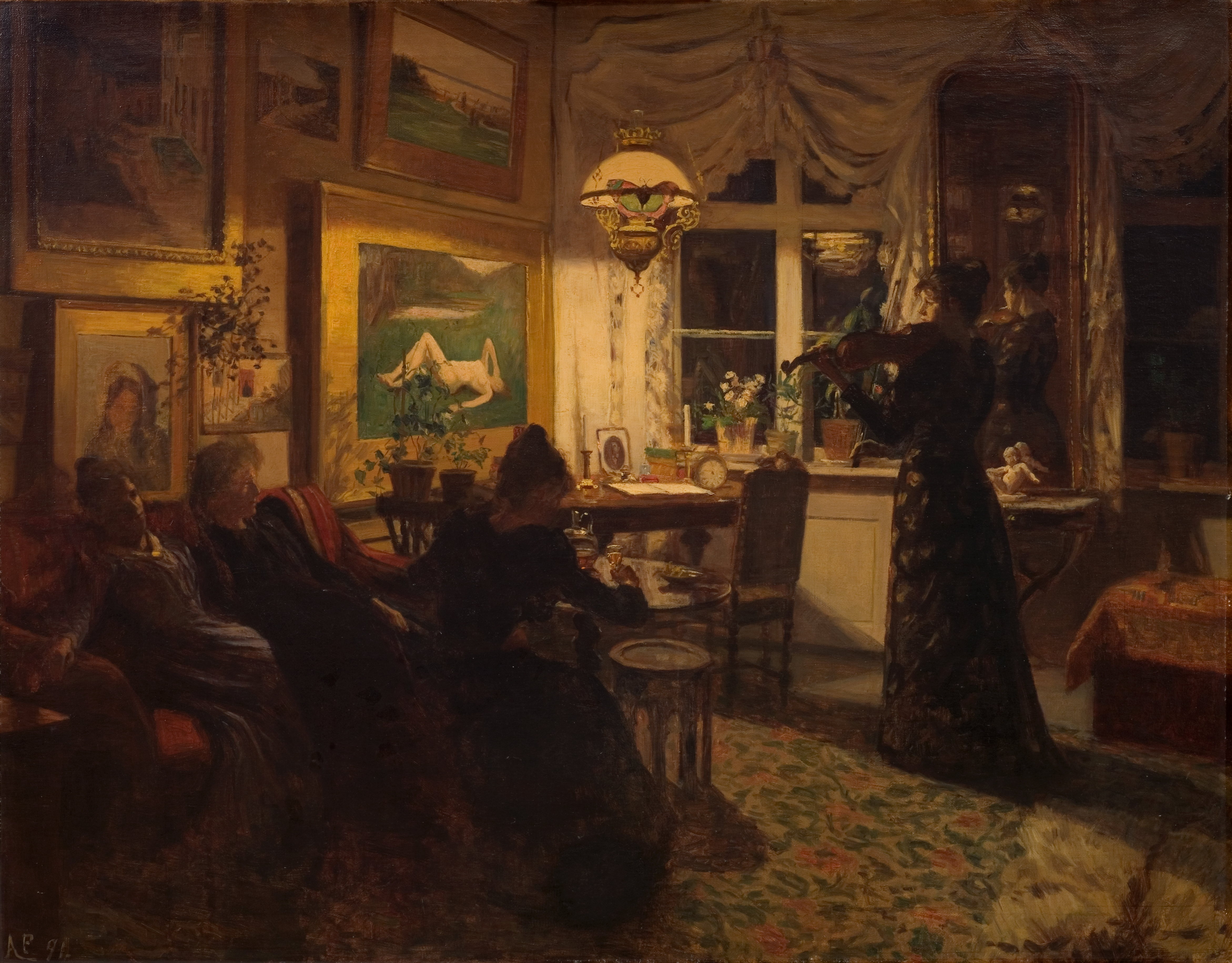
En kväll hos väninnan, vid lampskenet (1891)
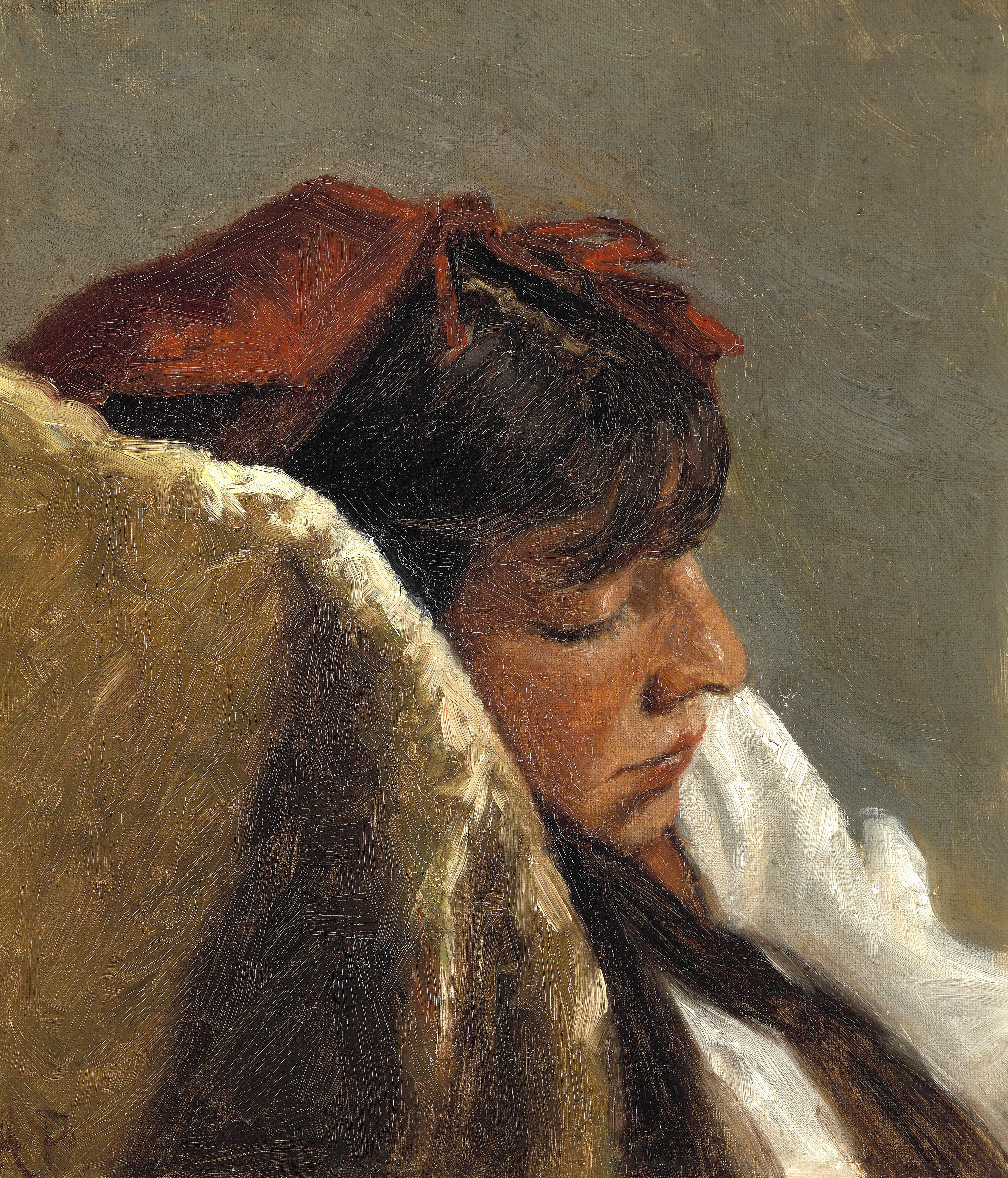
En sovande kvinna med röd huvudklädnad (u. å.)
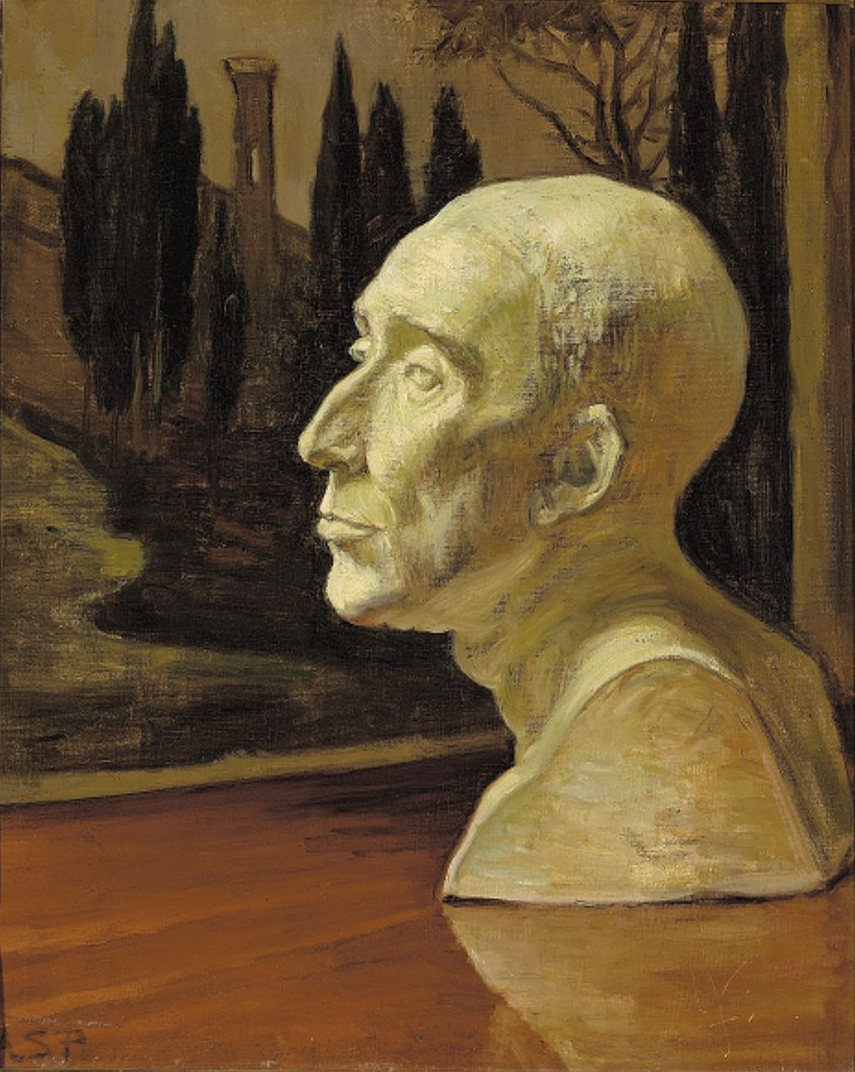
En byst i fönstret, Italien (u. å.)
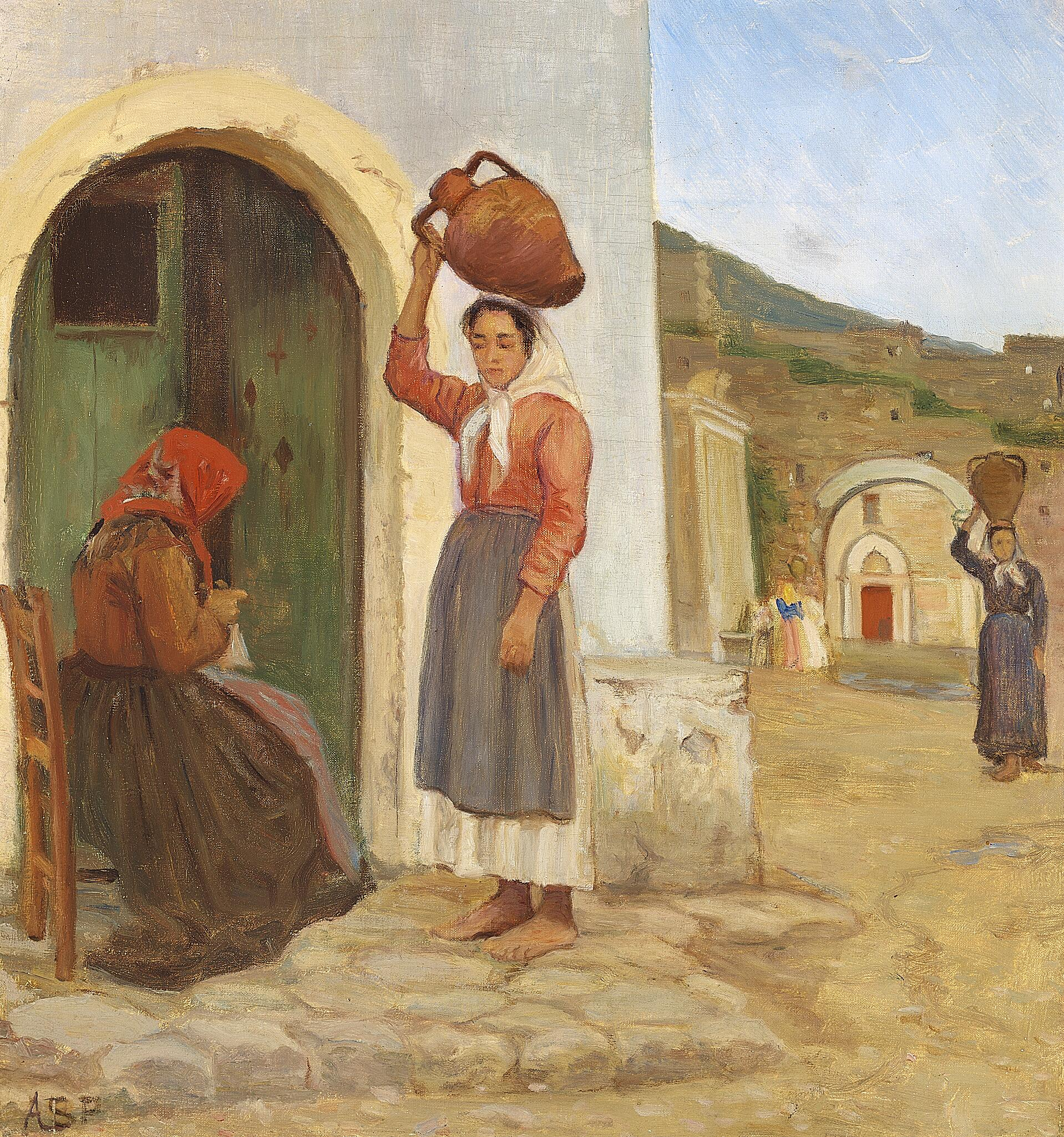
Byscen från Italien med kvinnor i konversation (u. å.)
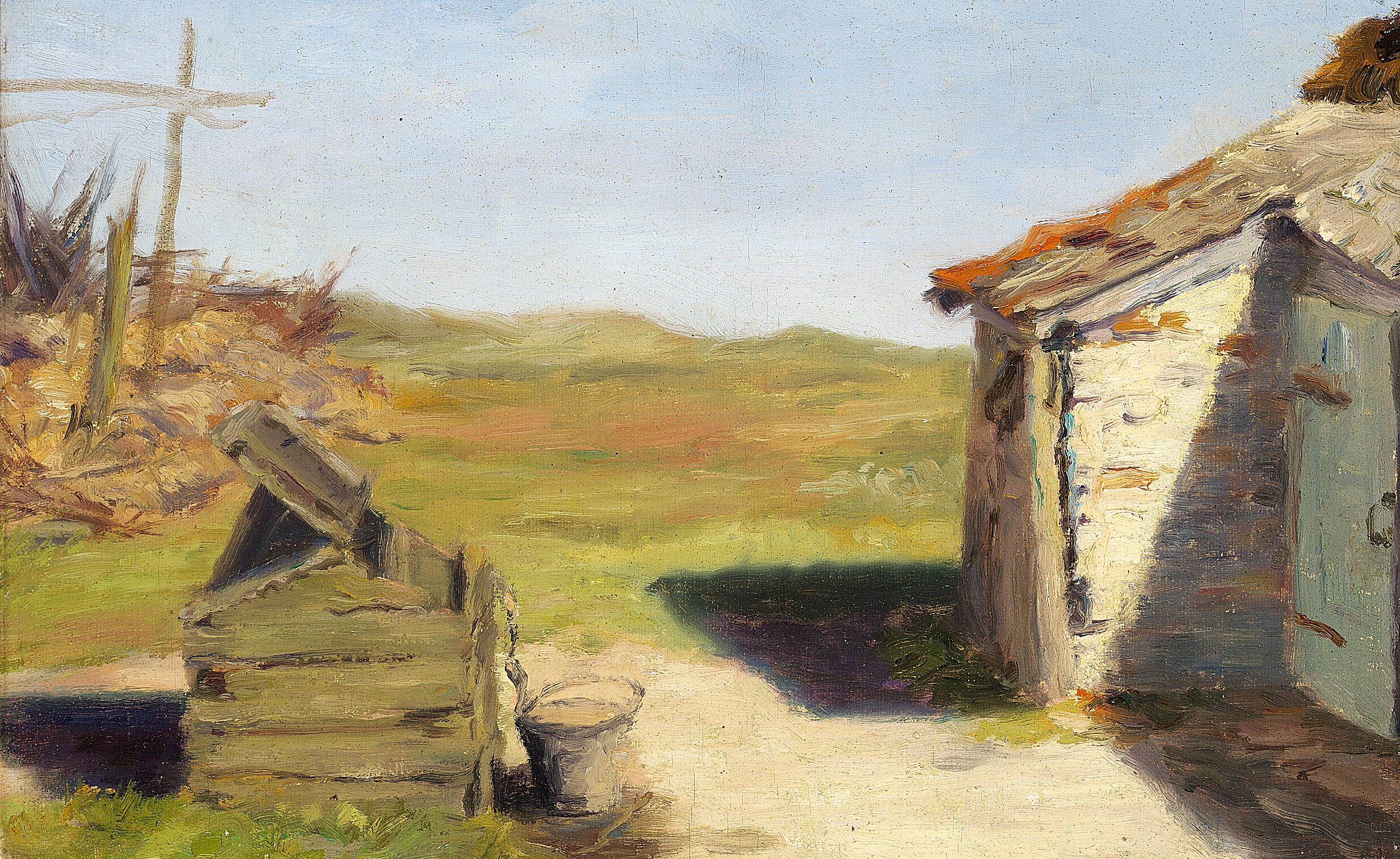
Landskap med en brunn, Skagen (u. å.)